# Franz Hiemesch
Franz Hiemesch (Brassó, 1849. december 15. – Brassó, 1911. április 4.) erdélyi szász ügyvéd, politikus, Brassó városának polgármestere 1898-tól haláláig.

## Élete
Lelkész fiaként született. Középiskolai tanulmányait Segesváron végezte, majd jogot hallgatott Nagyszebenben, Lipcsében, és Kolozsváron. Lipcsei tanulmányai alatt a Normannia diákszövetség tagja volt. Jogászként doktori címet szerzett. Tanulmányai elvégzése után szülővárosában ügyvédként dolgozott, 1878-tól városi gazdasági tanácsos, 1884-től főkapitány, 1898-tól polgármester. Az erdélyi szász univerzitás képviselője és az erdélyi evangélikus konzisztórium tagja volt. 1907-ben a Ferenc József-rend lovagkeresztjével tüntették ki, 1908-ban királyi tanácsos lett.
Szolgálata idején több nagyszabású középületet emeltek a városban, például a Pénzügyi palotát (jelenleg a Városháza), az Igazságügyi palotát (jelenleg a Megyeháza), a Postapalotát, vagy a Római Katholikus Főgimnázium új épületét.

## Fordítás
- Ez a szócikk részben vagy egészben  a   Franz Hiemesch című német Wikipédia-szócikk ezen változatának fordításán alapul.  Az eredeti cikk szerkesztőit annak laptörténete sorolja fel. Ez a jelzés csupán a megfogalmazás eredetét és a szerzői jogokat jelzi, nem szolgál a cikkben szereplő információk forrásmegjelöléseként.